# Ocana (Córsega do Sul)
Ocana é uma comuna francesa na região administrativa de Córsega, no departamento de Córsega do Sul. Estende-se por uma área de 26,06 km². 